# Dvorske pjesme
Dvorskim pjesmama smatra se pjesništvo nastalo na srednjem gornjenjemačkom jeziku u razdoblju od oko 1180. do 1300. godine. 
Krajem 12. stoljeća počinje s Eneit (Heinrich von Veldeke) i Erec (Hartmann von Aue) klasična srednja gornjonjemačka književnost i uz poeziju i junačke pjesme čini jezgru njemačke književnosti razdoblja oko 1200. godine. U pravilu se slijedilo zapadne uzore, kao npr. Perceval, roman u stihovima pjesnika i trubadura Chrétiena de Troyesa. Uzori su im bili epovi u stihovima iz 12. stoljeća, a vrlo su rado obrađivali i priče vezane uz Karla Velikog kao i mitove o kralju Arthuru. Radost i uživanje dvorskog života bilo je u neskladu s vjerskim nazorom na svijet u srednjem vijeku pa su pjesnici u svojim djelima pokušavali naći način da se taj nesklad otkloni. 
Veliki broj lirskih književnih oblika stvaranih od pjesnika plemenitog i pučkog porijekla stvorili su umjetnost koja je poticala obožavanje plemenitih i lijepih dama. Walther von der Vogelweide je, osim toga, pisao i stihove kojima je zauzimao stav prema događajima i raznim moralnim pitanjima svog doba, a i on je, kao i mnogi drugi iza njega koji su slijedili njegove napore, bio ovisan o velikaškim mecenama. 
Još jedan oblik dvorskih pjesama koji se njegovao u to vrijeme je i junačka poezija koja se najčešće sastojala od manje ili više umjetnički uspjelih stihova koji su se temeljili na starijim pjesmama o podvizima poznatih junaka i mitovima.